# Texara annulifera
Texara annulifera är en tvåvingeart som först beskrevs av Jacques-Marie-Frangile Bigot 1886.  Texara annulifera ingår i släktet Texara och familjen barkflugor. Inga underarter finns listade i Catalogue of Life.